# Paloma quiero contarte / El cigarrito
«Paloma quiero contarte / El cigarrito» es un sencillo póstumo del cantautor chileno Víctor Jara, lanzado en 1979 por el sello español Movieplay. Su lado A, grabado en 1962, apareció anteriormente en el sencillo La beata / Paloma quiero contarte, lanzado en 1966 y perteneciente al álbum debut del cantautor, Víctor Jara, lanzado ese mismo año. El lado B, aparece en el primer sencillo de Víctor Jara, La cocinerita / El cigarrito, grabado y lanzado en 1965, y perteneciente al mismo álbum.

## Lista de canciones
| Lado A |                                                 |              |          |  |
| N.º    | Título                                          | Escritor(es) | Duración |  |
| 1.     | «Marcha de los trabajadores de la construcción» | Víctor Jara  | 3:27     |  |

| Lado B |                         |              |          |  |
| N.º    | Título                  | Escritor(es) | Duración |  |
| 2.     | «Parando los tijerales» | Víctor Jara  | 2:41     |  |
| 6:55   |                         |              |          |  |